# Zsuzsa Nagy
Zsuzsa Nagy (n. 14 noiembrie 1951, Budapesta, Ungaria) este o gimnastă artistică maghiară retrasă, medaliată cu bronz la Jocurile Olimpice de vară din 1972 și cu bronz la Campionatele Mondiale de Gimnastică Artistică din 1974.

## 1972
A concurat la Jocurile Olimpice de vară din 1972 în toate probele de gimnastică artistică și a câștigat o medalie de bronz în competiția pe echipe. Cel mai bun rezultat individual a fost locul 34 la bârnă.

## 1974
La Campionatele Mondiale de Gimnastică Artistică din 1974 s-a clasat pe locul 3, după Uniunea Sovietică (aur) și Republica Democrată Germană (argint), alături de colegele ei: Ágnes Bánfai, Mónika Császár, Zsuzsa Matulai și Krisztina Medveczky.

## Vezi și
- Lista medaliaților olimpici la gimnastică (femei)

## Legături externe
- hu Zsuzsa Nagy la Magyar Olimpiai Bizottság (Comitetul Olimpic Maghiar)
- en Zsuzsa Nagy la Olympedia.org